# Тшебішево
Тшебішево (пол. Trzebiszewo, нім. Trebisch) — село в Польщі, у гміні Сквежина Мендзижецького повіту Любуського воєводства.
Населення — 631 особа (2011).
У 1975-1998 роках село належало до Гожовського воєводства.

## Демографія
Демографічна структура станом на 31 березня 2011 року:
|          | Загалом | Допрацездатний вік | Працездатний вік | Постпрацездатний вік |
| -------- | ------- | ------------------ | ---------------- | -------------------- |
| Чоловіки | 311     | 61                 | 228              | 22                   |
| Жінки    | 320     | 57                 | 197              | 66                   |
| Разом    | 631     | 118                | 425              | 88                   |